# Limburger Erbfolgestreit
Der Limburger Erbfolgestreit war ein politischer Konflikt in den Jahren 1283 bis 1289, der die weitere Entwicklung des Rheinlandes und Westfalens stark beeinflusste.

## Ausgangslage
Als Herzog Walram V. von Limburg, ein Bruder von Graf Adolf IV. von Berg, im Jahre 1280 ohne männlichen Nachkommen starb, wurde über seine Tochter Irmgard von Limburg deren Ehemann Graf Rainald I. von Geldern Nachfolger. Dieser Lehnsübergang wie bei einem Kunkellehen wurde vom Deutschen König Rudolf von Habsburg bestätigt. Als Irmgard 1283 vor ihrem Ehemann starb, erhob Adolf V. von Berg trotz der Bestätigung des Lehens für Rainald von Geldern Einspruch gegen diese Vererbung. Seinerseits stellte er Erbansprüche an das Herzogtum Limburg. Allerdings gab es mit Graf Heinrich VI. von Luxemburg und Walram von Valkenburg noch weitere Verwandte aus dem Hause von Limburg, die ebenfalls Erbansprüche stellen konnten.

## Grundlagen des Konfliktes
Formal ging es bei dem Konflikt um die Vererbung des Herzogtums Limburg. Der Streit betraf jedoch im Grunde die Territorialordnung in Niederlothringen mit dem Rheinland und Westfalen. 953 hatte Otto der Große sowohl das Erzbistum Köln als auch das Herzogtum Lothringen an seinen Bruder Brun vergeben. Seit dieser Zeit war der Erzbischof von Köln im Grunde auch der weltliche Vertreter des Deutschen Königs in den Gebieten Kurkölns. Er vergab einzelne Gebiete als Lehen an seine Vasallen. Konrad III. erweiterte die bischöflichen Rechte im „ducatus Coloniensis“ 1151 neben anderen Rechten um das Befestigungsrecht von Ortschaften im Machtbereich von Kurköln. Im 12. und 13. Jahrhundert versuchten einige seiner Lehnsnehmer, sich von der Oberhoheit des Erzbischofs von Köln zu lösen. Da in dieser Zeitperiode die ursprünglich starke Reichsgewalt der Deutschen Könige deutlich schwächer wurde, wurde auch die Unterstützung der kirchlichen Herzöge durch den König bei Streitfällen geringer. Diese Situation wollten sowohl die Grafen von Berg im Rheinland wie auch die Grafen auf der Mark in Westfalen zur Vergrößerung ihrer Macht und zur Unabhängigkeit vom Erzbischof ausnutzen.
Johann I.von Brabant seinerseits war bestrebt, seinen Machtbereich nach Osten mit dem Herzogtum Limburg und Gebieten an der Maas zu vergrößern. Diese Gebiete waren durch ihre wirtschaftliche Entwicklung mit einem hohen Steueraufkommen von Interesse. Dies führte besonders auch mit dem Bischof von Lüttich zu ständigen Streitigkeiten, da der Herzog Pfründen im Gebiet des Bistums Lüttich für sich beanspruchte. Er nutzte deshalb die Bestrebungen der Berger für seine Ziele und kaufte Adolf V. seine Erbansprüche 1283 ab. Zusätzlich gelang es mit großem diplomatischen Geschick, den Bischof von Lüttich als Befürworter für die Ansprüche auf Limburg zu gewinnen, obwohl dieser eigentlich sein Gegner war. Am 20. Oktober 1283 wurde ein entsprechender Bündnisvertrag zwischen dem Herzog und dem Bischof geschlossen.
Da Kölns Erzbischof Siegfried von Westerburg gegen einen Machtzuwachs für die Grafschaft von Berg war – der Ausbau der eigenen Vormachtstellung im Rheinland wurde dadurch behindert – erhob er Einspruch gegen den Erbanspruch. Es entstand daraus der Limburger Erbfolgestreit um das Herzogtum Limburg. Adolf V. sah keine Möglichkeit, seine Ansprüche erfolgreich durchzusetzen. Er verkaufte deshalb seine Erbansprüche an Herzog Johann I. von Brabant. Der Anspruch durch Brabant wurde von Kurköln aber aus den gleichen Gründen wie für die von Berg abgelehnt. Es bildeten sich zwei Gruppen in diesem Streit und zwar mit folgenden Hauptparteien:
Auf der Seite Kurkölns Erzbischof Siegfried von Westerburg mit den Verbündeten Graf Reinald I. von Geldern, Graf Heinrich VI. von Luxemburg, Graf Adolf von Nassau und Graf Dietrich von Altena-Isenberg.
Auf der Gegenseite standen Herzog Johann I. von Brabant mit Graf Adolf V. von Berg, Graf Eberhard I. von der Mark, Graf Walram von Jülich und die Kölner Bürgerschaft und Adeligen, die eine Trennung vom Kurfürstentum erreichen wollten, sowie Bergische Bauern.

## Verlauf
Die kriegerischen Wirren, die nun besonders im Herzogtum Limburg nach 1283 ausbrachen, endeten mit der Schlacht von Worringen 1288 nördlich von Köln. Es war eine der größten mittelalterlichen Ritterschlachten im Bereich Niederlothringen und dem Rheinland mit etwa 4500 bis 6100 Rittern zuzüglich einer Vielzahl nicht berittener Kämpfer. Kurköln wurde mit seinen Verbündeten geschlagen und der Erzbischof gefangen genommen. Erst nach Unterzeichnung des Sühnevertrages vom 19. Mai 1289 und der Zahlung eines hohen Lösegeldes an Graf Adolf V. von Berg wurde der Erzbischof wieder freigelassen.

## Ergebnisse
Im Vertrag vom 15. Oktober 1289 verzichtete Reinald von Geldern auf Limburg. Nach einer weiteren Auseinandersetzungen mit Walram von Valkenburg um das Herzogtum wurde dieses mit der Lehnsbeleihung 1292 durch König Adolf von Nassau rechtskräftig mit dem Herzogtum Brabant vereinigt.
Es verblieb danach bis 1406 unter der Oberhoheit von Brabant.
Diese Niederlage Kurkölns und seiner Verbündeten führte zu vielen weiteren Veränderungen in Niederlothringen, dem Rheinland und Westfalen. Einige Beispiele hierzu:
- Eberhart I. und damit die „Mark“ wurde unabhängig von Kurköln, das auf seine Zuständigkeit für die Lehnsvergabe verzichtete.
- Adolf V. festigte und erweiterte die Macht der Grafen von Berg im Rheinland und begrenzte dort die Macht von Kurköln; die Befestigungsanlagen einiger linksrheinischen kurkölnischen Burgen wurden abgebrochen.
- Köln wurde eine Freie Reichsstadt, wenn dies formal auch erst 1476 durch den Deutschen König bestätigt wurde;[13] der Erzbischof musste seinen Wohnsitz in der Stadt aufgeben, und diese gehörte nun rechtlich nicht mehr zum Kurfürstentum Köln.[14]